# Lidköping
Lidköping er en svensk by, der er beliggende i Västergötland ved sydøstenden af Vänern.
Lidköping er Sveriges 45. største by, og har 25.644 indbyggere (2010).
Bandy er den største sport i byen og Sparbanken Lidköping Arena er den femte største indendørsarena i Sverige.